# Truth Be Told (Modern Family)
Truth Be Told é o décimo sétimo episódio da primeira temporada da série Modern Family. O episódio foi exibido originalmente pela ABC no dia 10 de Março de 2010 nos EUA.

## Sinopse
Claire descobre que Phil mantém contato a anos com sua ex-namorada do ensino médio e o pior é que Phil convida ela para sua casa, para provar para Claire que eles são apenas amigos; Ao tentar dar mais motivação ao Manny Jay acidentalmente mata a tartaruga de estimação dele. Sobrecarregado Mitchell xinga o chefe e teme que ele tenha ouvido e em con tra partida ele se torna seu próprio chefe.

## Críticas
Na sua transmissão original americana, "Truth Be Told" ganhou uma classificação de 3,7 entre os adultos 18-49. O episódio se recuperou de 9% sobre a queda do episódio da semana anterior.
O episódio recebeu críticas em sua maioria positivas. Robert Canning da IGN deu ao episódio um 8.6/10. Ele destacou a "combinação de Jay e Manny e disse que eles se estabelecem como uma grande dupla de comédia". Ele elogiou o enredo Dunphy, dizendo: "Eu poderia ter visto toda uma meia hora de Phil tendo que lidar com a situação criada por uma visita da ex-namorada". Jason Hughes de TV Squad fez uma resenha positiva dizendo que "o episódio foi absolutamente brilhante". Lesley Savage de Entretenimento Weekly fez uma resenha positiva dizendo que o episódio foi "genial".
Donna Bowman do The AV Club deu-lhe uma nota B+. Ela avaliou o desempenho de Ty Burrell tendo que lidar com a situação com sua ex-namorada e sua esposa. As outras duas subparcelas foram "apenas como a comédia padrão, e muitas vezes muito engraçadas".